# Capitan Meraviglia
Capitan Meraviglia (Captain Wonder) è un criminale che fu creato combinando il Dottor Psycho e Steve Trevor. Si batté con la Wonder Woman pre-Crisi e fu l'interesse romantico della Silver Swan originale.

## Biografia del personaggio
Dottor Psycho scoprì di poter utilizzare l'ectoplasma, una sostanza che si trova nel mondo spiritico, e materializzarlo sulla terra in qualsiasi forma desiderasse, e scoprì anche di poter utilizzare Steve Trevor come medium. Dopo averlo catturato, utilizzò una macchina per togliere l'ectoplasma dalla mente di Trevor e dargli la forma fantastica, idealizzata e super potenziata che lo stesso Trevor aveva di sé stesso. Dottor Psycho entrò nel corpo della forma ectoplasmatica e si batté con Wonder Woman usando il nome di Capitan Meraviglia. Come Capitan Meraviglia, Psycho si innamorò di Silver Swan (Helen Alexandros), una giovane donna bruttina che il vendicativo dio Ares trasformò in una bellissima donna super potente. Sia Capitan Meraviglia che Silver Swan furono sconfitti da Wonder Woman e riportati alla loro forma originale. Capitan Meraviglia tornò ancora una volta a battersi con Wonder Woman, e si alleò con Silver Swan, Cheetah e Angle Man contro Etta Candy (che erroneamente scambiarono per Wonder Woman).
Capitan Meraviglia non comparve fino agli eventi di Crisi sulle Terre infinite, né la sua esistenza fu rivelata nella continuità post-Crisi.

## Poteri e abilità
Creato dalla fantasia di Steve Trevor, Capitan Meraviglia possiede poteri simili a quelli di Wonder Woman, basati sulla sua fantasia solo più intensi (per esempio, è più forte, più veloce, ecc.). Capitan Meraviglia possiede superforza, velocità e agilità. È in grado di volare realmente, al posto del volo tipico delle Amazzoni, che sfruttano le correnti d'aria. Indossa bracciali simili a quelli Amazzoni ma non si sa se funzionano come quelli di Wonder Woman. Fu in grado di prendere controllo mentale sia dell'Aereo invisibile di Wonder Woman che del suo Lazo della Verità.